# ابراهیم زند
ابراهیم زند (۱۲۶۷–۱۳۵۳) سیاستمدار و نظامی اهل ایران بود.
پس از تحصیلات مقدماتی در تهران برای ادامه تحصیل به روسیه رفت. دبیرستان و دانشکده نظامی مسکو را به اتمام رسانید و سپس وارد دانشکده حقوق سن پترزبورگ شد و پس از فارغ‌التحصیلی و بازگشت به ایران در سال ۱۲۹۹ وارد وزارت خارجه شد. در ۱۳۰۶ داور او را به علت تحصیلات حقوقی به عدلیه دعوت کرد. مدتی مستشاری استیناف (دادگاه تجدید نظر) و ریاست شعبه دیوان کیفر را عهده‌دار بود و سرانجام به ریاست اداره بازرسی منصوب شد.
زند چند سالی نیز مدیر کل وزارت کشاورزی بود تا اینکه در سال ۱۳۱۶ به معاونت بانک ملی ایران رسید و تا ۱۳۲۱ در این سمت باقی بود. در آن سال حسین علاء رئیس بانک ملی به وزارت دربار رفت و ابوالحسن ابتهاج به جای او رئیس بانک ملی شد. زند به این انتصاب اعتراض و از معاونت بانک کناره‌گیری کرد.
پس از چند ماه زند به دربار انتقال یافت و رئیس دربار شد. در این سمت پایه‌های ترقی خود را محکم کرد و یکی از مهرهای اساسی شد. در هشتم فروردین ۱۳۲۳ محمد ساعد او را به عنوان وزیر جنگ کابینه خود به مجلس معرفی کرد. در شهریور آن سال ساعد زیر فشار مجلس ناچار شد ترکیب کابینه‌اش را تغییر دهد و زند را هم کنار گذاشت. سهام‌السلطان بیات که پس از ساعد روی کار آمد، او را دوباره در پنجم آذر ۱۳۲۳ به عنوان وزیر جنگ به مجلس معرفی کرد. زند در دولت‌های حکیم‌الملک و صدرالاشراف نیز که پس از بیات نخست‌وزیر شدند، سمت وزارت جنگ را حفظ کرد.
زند در اول مهر ۱۳۲۶ استاندار کرمان و در ۱۱ بهمن ۱۳۲۷ استاندار اصفهان شد. سال بعد به تهران بازگشت و در اواخر دولت ساعد وزیر کشور شد. منصورالملک که پس از ساعد در فروردین ۱۳۲۹ دولت تشکیل داد، ابتدا زند را در سمت خود ابقا کرد و بعد او را به استانداری آذربایجان فرستاد. در زمان نخست‌وزیری رزم آرا، زند از استانداری آذربایجان به مدیر کلی بانک ملی ایران رسید ولی بیش از یک سال در این سمت باقی نماند و به سفارت اسپانیا رفت.
ابراهیم زند علاوه بر اسپانیا در کشورهای ترکیه و ایتالیا و اسپانیا نیز به سفیر کبیری رسید. از او به عنوان یکی از رجال درستکار و جدی یاد می‌شود. یکی از دخترانش به همسری شاهپور عبدالرضا پهلوی برادر محمدرضا شاه درآمد.